# Chiangmai Football Club
El Chiangmai Football Club (en tailandés: สโมสรฟุตบอลจังหวัดเชียงใหม่) es un equipo de fútbol de Tailandia que juega en la Primera División de Tailandia, la segunda categoría de fútbol en el país.

## Historia
Fue fundado en el año 1999 en la provincia de Chiang Mai, al norte de Tailandia y estuvo en las ligas provinciales de Tailandia hasta que logró ascender a las ligas nacionales en 2007.
El 2009 el club tuvo una reestructuración y dos años después consigue el ascenso a la Primera División de Tailandia, aunque ese mismo año descendió de categoría.
En la temporada 2018 termina en tercer lugar de la Primera División de Tailandia y logra el ascenso a la Liga Premier de Tailandia por primera vez en su historia.

## Palmarés
- Regional League Northern Division (3) : 2010, 2012, 2013

## Jugadores

### Jugadores destacados
- Chaiyong Khumpiam
- Sugao Kambe
- Ever Benítez
- Rafael Wellington